# Castello Masciantonio
Das Castello Masciantonio, auch Castello Ducale, ist eine Burg am höchsten Punkt der  italienischen Gemeinde Casoli in der Provinz Chieti.

## Geschichte
Ein Castrum in Casoli wurde das erste Mal im „Memoratorium“ des Abtes Bertario di Montecassino aus der Zeit vor 833 erwähnt. Das Gebiet Casoli taucht spätestens ab 1143 in der Grafschaft von Manoppello auf, die Johanna I. von Neapel 1344 Napoleon II. Orsini zu Lehen gab.
Der fünfeckige Turm, um den wahrscheinlich die Burg erbaut wurde, wurde vermutlich ab dem 12. Jahrhundert, in der normannischen Zeit, errichtet, und zwar als Erweiterung eines bereits bestehenden Wachturms aus der Zeit der Langobarden. Die Bürger der römischen Stadt „Cluviae“ (Ortschaft La Roma), die dann von den Sarazenen belagert wurde, ließen sich dort nieder. Den Prinzen Orsini, deren Herrschaft über das Lehen Casoli, eingeschlossen in die Grafschaft Manoppello, den Verlauf des 14. und 15. Jahrhunderts beeinflusste, kann die Anlage einer ersten Gebäudestruktur zugeschrieben werden.
Neben dem Turm, der wahrscheinlich geringere Dimensionen gehabt haben muss, entwickelte sich ein Baukörper mit zwei Geschossen. Die Gebäudestruktur festigte sich mit den Prinzen von Aquino, die die Burg am 2. Mai 1642 erwarben. Ihnen ist der Bau des „Palastes“ neben dem Turm zuzuschreiben. Die definitive Fertigstellung der Gebäude, wie wir sie heute sehen, erfolgte in der Zeit, als die Burg der Familie Masciantonio gehörte (1868–1982); deren Eingriff verlieh dem Palast ein stattliches Aussehen.
Die Orsinis verloren ihr Lehen definitiv 1514: Casoli und seine Burg gehörten später Fabrizio und Ascanio Colonna, dann den Cerafas, den Crispanos und den Filomarinos. 1642 erwarb Tommaso d'Aquino, ein Adliger aus Tarent, der 1645 ebenfalls den erblichen Titel der Grafen von Casoli erhielt, das Lehen.
Die D'Aquinos behielten die Grafschaft bis zur Abschaffung der Feudalherrschaft 1806, aber die Burg auch in den darauf folgenden Jahrzehnten. 1858 verkaufte Tommaso Enrico d’Aquino die Burg an seine Gattin Teresa de Sangro, die sie 1863 an den ehemaligen Verwalter der Güter der D'Aquinos in Casoli, Domenicantino di Benedetto, gab. 1916 vererbte dieser die Burg an seine Tochter Concetta, verheiratete Masciantonio.
Pasquale Masciantonio, der Sohn von Concetta, war ein bekannter Anwalt und Parlamentsabgeordneter und hatte auf der Burg Gabriele D’Annunzio zu Gast, dessen Freund und Finanzier er war, ebenso wie Francesco Paolo Michetti, Francesco Paolo Tosti, Edoardo Scarfoglio, Matilde Serao und Guglielmo Marconi. D'Annunzio hinterließ auf den Wänden seines Zimmers Schriften seiner zahlreichen Gedanken.
Die Masciantonios verkauften die Burg 1982 an die Gemeinde Casoli.
Kürzlich wurde sie restauriert und ist für kulturelle Ausstellung und öffentliche Veranstaltungen zugänglich, wie z. B. die „Notte Bianca“ (dt.: Weiße Nacht).
2019 wurde das neue Museo Civico Archeologico eingeweiht, das die Skulpturen zeigt, die aus der italischen Stadt „Cluviae“ im Bezirk La Roma stammen.

### Die Burg im Krieg, Gründung der Brigata Maiella
Am 1. Dezember 1944 ging eine Delegation von Persönlichkeiten vom englischen Kommandanten, der die Stadt verwaltet hatte, nach Sant'Eusanio, um darum zu bitten, dass auch Casoli symbolisch eingenommen werde. Das englische Kommando richtete sich auf der Burg ein, fragte nach zivilen Freiwilligen bei den Kriegseinsätzen gegen die Deutschen und die Beteiligung war zahlreich, da sich die Bürger noch an die Schikanen erinnerten, die sie erlitten hatten, und hegten den gemeinsamen Wunsch, das Gebiet von den Unterdrückern zu befreien.

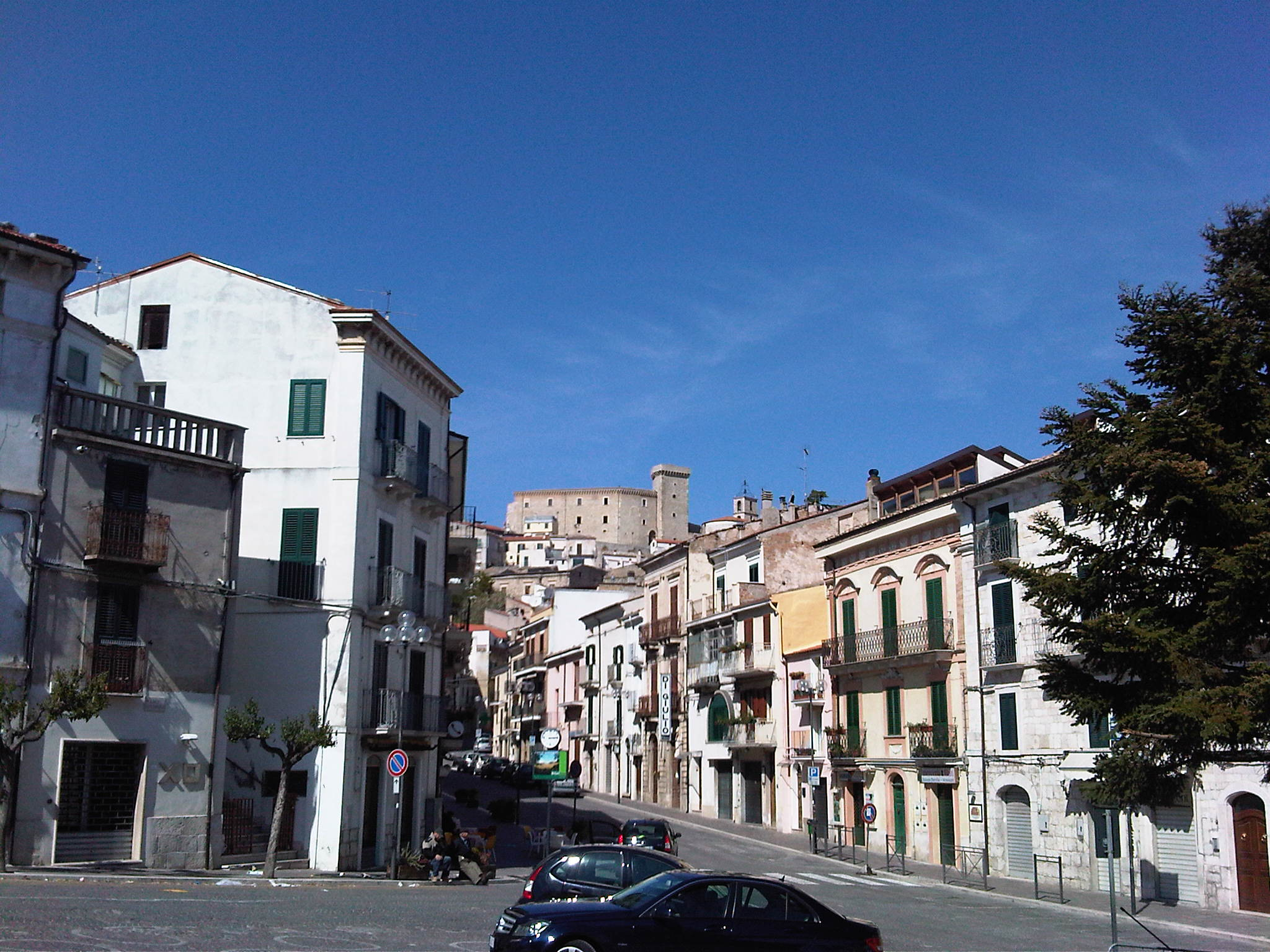
Casoli: Piazzale Brigata Maiella e Corso Umberto I

Anfangs war das englische Kommando widerwillig, als der Anwalt aus Torricella, Ettore Troilo, bereit erklärte, eine zivile Gruppe junger Freiwilliger zu schaffen, wobei sich viele einschrieben, die aus Casoli und auch aus den umliegenden Dörfern Gessopalena, Torricella, Civitella, Fara, Lama und Pizzoferrato kamen. Als die Vereinbarungen getroffen wurden, kam der Major Lionel Wigram nach Casoli; die Idee Troilos war die offizielle Gründung es „Freiwilligencorps Maiella“, das sich der VIII. Britischen Armee anschloss, die bis zu ihrer Auflösung am 5. Mai 1945 auf der Adria-Linie operierte.

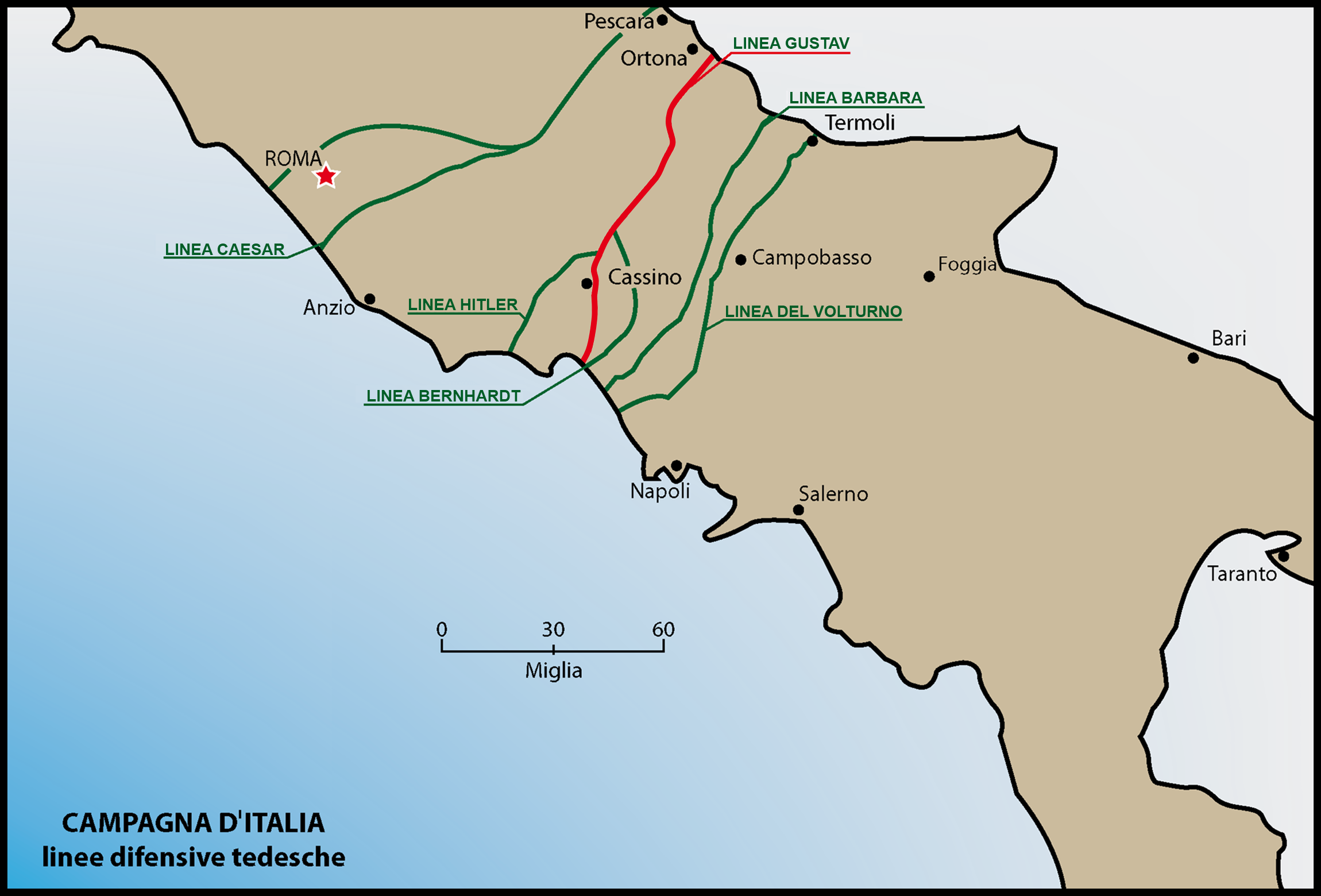
Gustav-Linie

Casoli wurde trotz des britischen Schutzes im Juni 1944 einige Male von der Ebene von Guardiagrele aus beschossen. Am 5. Dezember 1943 gingen viele vom Land um Torricella Peligna, wohin sich die zivilen Familien nach der Evakuierung des Dorfes geflüchtet hatten, nach Casoli, darunter die von Ettore Troilo geführten jungen Leute. In den Diskursen mit dem neuseeländischen Generälen ging es außer um den Wunsch, eine Partisaneneinsatztruppe zu bilden, um Troilos Anfragen nach der Wiederherstellung der Straße von Casoli nach Torricella, die von deutschen Landminen zerstört worden war, die Eroberung von Torricella durch die Neuseeländer, bevor die Deutschen praktisch „verbrannte Erde“ hinterließen, und das Angebot der Einwohner von Torricello, die Alliierten ortskundig zu führen. Der englische Leutnant nahm den Vorschlag an, die Straße zu reparieren, was sofort geschah, während die Hauptanforderung für Rückstellungen und Munition zur Formung des Freiwilligencorps Maiella ebenfalls in die Praxis umgesetzt wurde.
Es gab jedoch einen Moment des Misstrauens bei den Engländern, weil, wie Nicola Troilo (1930–2017), der Sohn von Ettore Troilo, erzählt, der englische Kommandant präzisierte, dass er schon am 6. und 7. Dezember den Bürgern von Civitella Messer Raimondo erlaubt hatte, sich auf Wunsch der englischen Frau eines Zivilisten mit an der Stelle der Zusammenstöße mit den Deutschen geharkter Munition zu bewaffnen. Der englische Major riet Ettore Troilo, sich zum alliierten Hauptquartier zurückzuziehen, das in der Neuen Taverne von Casoli untergebracht war, und warnte ihn, dass er von seinem Informationsdienst verlangt hätte, Waffen selbst zu beschaffen. Die Unterhaltung mit den Engländern wurden von Vernehmungen zu extremem Misstrauen, so sehr, dass der Wunsch des Anwalts als „absurd und lächerlich“ eingestuft wurde, wobei man sich auch über die angebliche Eigenheit der Italiener beschwerte, sich in Kriegszeiten wie Verräter zu verhalten. Ettore Troilo setzte seine Tätigkeit als Vermittler fort, wobei er auch die englischen Beleidigungen und Stereotypen gegen die Italiener ertrug, während Casoli langsam eine Art „offene Stadt“, wie Chieti, wurde, in der die Vertriebenen der wichtigsten Zentren des Aventino bleiben konnten; auch wurden die Bauernhöfe und Ställe genutzt, einschließlich der Kirchen Santa Maria Maggiore und Santa Raparata, wo Hunderte von Personen untergebracht wurden. Während die Gespräche fortgeführt wurden, war das Leben im Dorf schwer wieder aufzunehmen, und Nicola Troilo schrieb die Episode von der Marmortafel auf dem Fischmarkt auf, die von den Frauen genutzt wurde, um den Brotteig zu kneten, der an die Bevölkerung ausgegeben wurde, die sich an einer einzigen Stelle angesammelt hatte, ob es kalt oder warm war, um ihre ordnungsgemäße Ration in Empfang zu nehmen.
Die allgemeine Nervosität nahm immer mehr zu, bis die Zivilisten sich beim Sammeln weiterer Mengen von Lebensmittel und Holz an die Dörfer annäherten, die noch von den Deutschen besetzt waren, und dabei gegen das Verbot des alliierten Militärkommandos verstießen, sich in der Nähe der Front zu bewegen. Viele Bauern wurden ohne genauen Grund verhaftet, als Spione und Kollaborateure angeklagt und ins Castello Ducale überführt, wobei Ettore Troilo täglich nachfragte, wer die vermuteten Schuldigen kenne. Im Januar 1944 kamen weitere Flüchtlinge an, diesmal aus dem oberen Val di Sangro und aus der Piana delle Cinquemiglia: Roccaraso, Ateleta, Castel di Sangro, Rivisondoli und Rocca Pia, alles von den Deutschen schwer beschädigte oder gar zerstörte Orte. Die schon seit Dezember 1943 sortierten Flüchtlinge blieben an ihrem Ort, wogegen die anderen in die Lager San Selvo und Vasto überstellt wurden und erst 1945–1946 in ihre Orte zurückkehren konnten. Diese durch die extreme Situation bedingten Entscheidungen – extrem nicht nur durch hygienischen und sanitären Verhältnisse bei der Zivilbevölkerung, sondern auch durch die Erschwerung militärischer Operationen durch den aufkommenden Schnee – führten zu einer Reihe von Protesten und zu moralischem Unbehagen bei den Vertriebenen.
Der Anwalt Troilo wurde vom englischen Kommando mit der Einrichtung einiger ziviler Polizeidienststellen betraut, die die Siedlungen kontrollieren und die öffentliche Ordnung garantieren sollten, sowie die Vertriebenen zu unterstützen, sie zu sortieren und einzuordnen, Plünderungsaktionen in Richtung der feindlichen Front zu kontrollieren und zu verhindern, Meldungen über Kollaborateure zu sammeln, dafür zu sorgen, dass die Ausgangssperre eingehalten würde, und mögliche Diebstähle und Plünderungen aufzunehmen. Während das Komitee von Troilo sich mit diesen Aufgaben – gegen Bezahlung – befasste und als der Anwalt mit der Wiederherstellung der Befahrbarkeit der Straßen zwischen Casoli und den Nachbarorten beschäftigt war, kam Major Lionel Wigram ins Dorf, der sich sofort enthusiastisch für die Bestrebungen Troilos zeigte, ein Freiwilligencorps Maiella zu bilden, sich bereit erklärte, alle Verantwortung zu tragen, indem er mit seinen Vorgesetzten im Hauptquartier sprach und anbot, sein Hilfspersonal für die nächsten militärischen Aktionen gegen die Deutschen zur Verfügung zu stellen.
So wurde Ettore Troilo von den Vorgesetzten in die Taverna Nouva gerufen und seine Punkte zur Bildung der Freiwilligentruppe genauer angehört, wobei er ausführte, dass die patriotischen Absichten der Gruppe politische oder subversive Ideale nicht enthielten, dass es keine Hintergedanken gab, wenn nicht die, die Deutschen aus den Abruzzen zurückzudrängen. Der besondere, „unpolitische“ Charakter der Gruppe überzeugte die Vorgesetzten, auch dank der Einmischung von Wigram, zumal, als Troilo ausführte, dass das Befreiungscorps an der Seite der Alliierten bis zur vollkommenen Befreiung Italiens, und nicht nur der Region Abruzzen, weiterkämpfen würde. Jedem Kämpfer sollte die Freiheit zugestanden werden, seinen eigenen politischen Glauben auszudrücken, soweit dieser nicht mit den Kernpunkten des Vertrages zur Gründung des Freiwilligencorps kollidiere, das Corps für Kriegseinsätze angemessen ausgestattet sein würde, er kein echtes Oberhaupt wäre, aber ein anerkannter Führer in der Person von Ettore Troilo. Nicola Troilo schrieb auf, dass den Freiwilligen nicht das praktische und politische Motiv für die taktischen Operationen gegen die Deutschen erklärt wurde, aber es schien, dass in jedem der Freiwilligen der brennende Wunsch nach Freiheit, nach Rache an den Unterdrückern und nach Verteidigung des Territoriums, der Häuser, der Grundstücke und der Familien gewesen sei, auch, wenn es das eigene Leben kosten sollte. Der einfache Kern bestand aus ungefähr 100 Männern, unterteilt in Züge à 25–30 Einheiten, unterstellt den Militärgesetzen des Obersten Alliierten Kommandos. Die Operationen begannen im Januar 1944, nachdem die Bewohner von Casoli Silvester mit den militärischen Verbündeten verbracht hatten, dieses Mal in einem festlicheren und rachsüchtigeren Klima.
Beim Referendum zur Staatsform des künftigen Italien am 2. Juni 1946 ergaben sich 3119 Stimmen für die Monarchie und 1169 Stimmen für die Republik (bei 159 leeren Stimmzetteln und 342 Stimmen gegen beide Staatsformen). In den Jahren 1953–1957 wurde die Siedlung Torre mit einem künstlichen See geflutet, der Sant’Angelo genannt wurde, um die Stadt mit elektrischer Energie aus Wasserkraft zu versorgen, aber auch, um dort später Wandertourismus zu ermöglichen, das normalerweise raue Klima zu verändern und es im Winter milder zu machen.
Die Anlage eines kleinen Industriegebietes entlang dem Viertel Piano La Selva sorgte dafür, dass Casoli von der Sekundärindustrie profitiert, da es auch sehr nahe am Industriegebiet Honda Sevel im Val di Sangro liegt und ein Drehkreuz für den Handelsverkehr von Fara San Martino (mit der Backwarenfabrik De Cecco), der Straße von Fondovalle Sangro in Richtung Chieti, die die einzige Straße durch Guardiagrele ist, und der Provinzialstraße nach Caprafico ist.
Am 25. April 2018 besuchte der Staatspräsident Sergio Mattarella Casoli, obwohl in der Vergangenheit etliche Male der Präsident Carlo Azeglio Ciampi (Flüchtling in Taranta Peligna im Krieg und auch in Scanno) zu Gast war. Bei dieser Gelegenheit wurde eine große Gedenkfeier an die Aktionen der Brigata Maiella organisiert, in der Via Aventina wurde die Piazza della Memoria eingeweiht, um an die jüdischen Gefangenen im Internierungslager Casoli zu erinnern, und es wurde eine Erinnerungstafel am Gebäude des ehemaligen Kinos am Corso Umberto I angebracht.

## Beschreibung

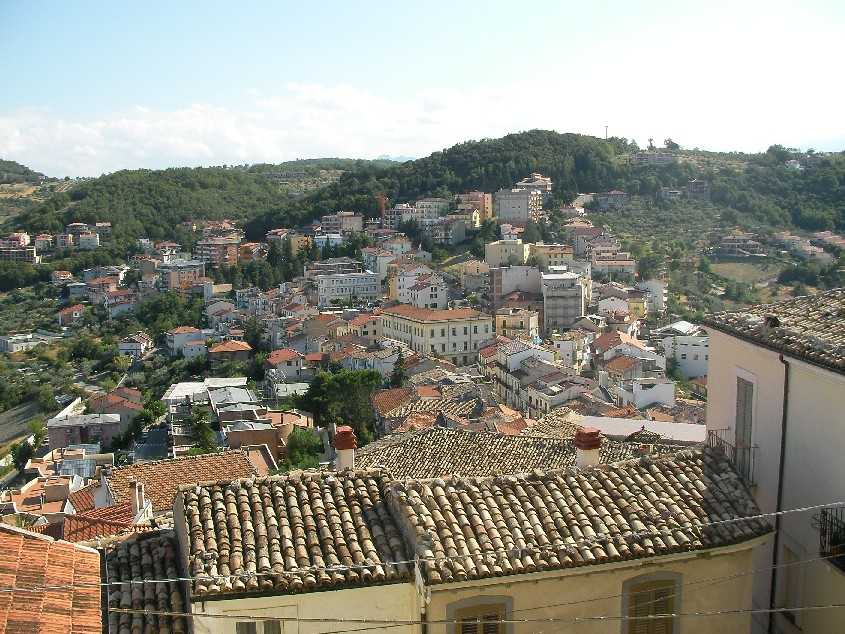
Blick von der Burg auf Casoli

Den ursprüngliche Kern der Burg stellt ein fünfeckiger Turm dar. Heute erstreckt sich die Burg um einen zentralen Platz, dessen wichtigstes Element der Innenhof ist.

### Turm und Nebengebäude
Der Turm ist der älteste Teil. Er hat einen fünfeckigen Grundriss und ihn zieren Öffnungen und oben ein Kranz von Konsolen. Er ist über den Eingang zur Burg erreichbar.
Die Nebengebäude der Burg haben einen unregelmäßig rechteckigen Grundriss und zeigen Spuren von Bastionen. In der Zeit, als die Burg der Familie Masciantonio gehörte, entwickelte sich verteilende Funktion des vorderen Teiles des Palastes, der den eigentlichen Wohnteil enthält. Dort wurden sowohl die Einteilung der Geschosse als auch die Anlage der Umgebung verändert. Der gesamte Baukörper wurde in dieser Zeit einer Umgestaltung des hölzernen Fachwerkdaches mit Anhebung der Trauflinie unterzogen, die ihm eher das Aussehen eines Adelspalastes als eines Verteidigungsbauwerks verlieh, gekrönt von einem ununterbrochenen vorspringenden Gesims, das aus aufeinanderfolgenden, überhängenden Ziegelreihen, die Spitzbögen tragen. Weitere Eingriffe betreffen die Veränderung der ursprünglichen Innentreppe mit dem Bau heutigen, vertikalen  Marmorverbindungsrampe, sowie den Eingang von außen ins Gebäude durch ein Spitzbogenportal in der unmittelbaren Nachbarschaft des Turmes. Ein Nebeneingang in den Palast führt durch ein kleines Portal mit Gewölbebogen in Werkstein, das man an der Südwestfassade findet und das direkten Zugang zum freien Platz vermittelt, der als Ölmühle diente.

### Innenräume
Vor den Innenräumen liegt ein Hof mit Brunnen in der Mitte. Der Zugang erfolgt über zwei Eingänge in einen großen Empfangssaal, der heute im Stil des 17. Jahrhunderts erhalten ist (und als Museumsraum dient); der zweite Eingang führt dagegen zu den Zimmern der Burg. Darunter befindet sich der Raum, in dem Gabriele D’Annunzio wohnte und auf dessen Wände er mit dem Datum des 9. Oktober 1894 den berühmten Satz „Die Geduld ist der unsterbliche Nepenthes, das die Nerven stärkt und die Seele erfrischt!“ Es wird über kritische Stimmen zur Restaurierung der Zimmer berichtet, die durch den modernen Bodenbelag den originalen Stil verlorengehen ließ.
Kreuzgang mit Zisterne
Direkt hinter dem Eingang liegt der Kreuzgang mit runder Zisterne, der einen unregelmäßigen Grundriss hat. Dort finden sich bäuerliche Utensilien, wie Schärfeisen.
Wigram-Saal
Der erste Saal hat einen rechteckigen Grundriss und eine verwitterte Holzdecke; er dient als Museum des Zweiten Weltkrieges in Casoli, einem Steckenpunkt der Gustav-Linie. Es werden die Phasen der Schlacht ab dem November 1943, sowie einige Schlüsselpersonen der Schlacht, wie Ettore Troilo, beschrieben. Stattdessen wird der erste Saal heute als Sala del Gusto genutzt; dort hatte sich im Winter 1943 das englische Kommando niedergelassen und hier fand am 5. Dezember 1943 ein Treffen mit dem Anwalt Ettore Troilo statt. Das Treffen diente als Grundlage der Bildung der Brigata Maiella.
Pascal-Saal
Erweitert von Pasquale Masciantonio als Zeremonienzimmer dient er heute als Museum, das dem letzten wichtigen Eigentümer der Burg gewidmet ist.
Marställe
Man gelangte früher durch eine heute zugemauerte Tür in die Burg, die neben dem Turm lag. Die Marställe haben einen quadratischen Grundriss und eine Gewölbedecke.
Normannischer Turm
Man gelangt in ihn aus dem zweiten Baukörper der Burg über eine originale, steile Treppe und dann im Inneren über eine Wendeltreppe. Das Innere des Turms wurde mit weißem Gips restauriert. Außen erlaubt der Turm einen 360°-Rundblick über die Majella, die Berge von Altino und Palombaro, Ödland und das Industriegebiet von Atessa. Das historische Zentrum von Casoli ist, einschließlich dem Glockenturm der benachbarten Kirche Santa Maria Maggiore vollständig zu überblicken.
Saal der Ruhe und Zimmerchen von D'Annunzio
Der Saal ist vom zweiten Baukörper des Gebäudes aus zu erreichen, wenn man eine Renaissancetreppe hinaufsteigt, die beim Umbau der Burg in einen Adelspalast gebaut wurde. Der große Saal beherbergt eine Sammlung der originale Korrespondenz von Gabriele D’Annunzio, die dieser auch mit  „Ariel“ unterzeichnete, und von Pasquale Masciantonio, die der Dichter mit „Pascal“ bezeichnete. Der Saal diente auch einmal einem Kulturzirkel mit Personen, wie Francesco Paolo Michetti und Francesco Paolo Tosti, Constantina Barbella, Edoardo Scarfoglio und anderen; ihre Porträts befinden sich auf dem Gemälde gegenüber der Korrespondenz, zusammen mit kurzen Biographien. Das Zimmer enthält auch die originale Büste von Masciantonio aus der Zeit, als dieser zum Abgeordneten gewählt wurde.
Der leere Platz, aufgeteilt in zwei Zimmer: Das Studio und das Schlafzimmer, sehr klein, aber ausreichend ausgestattet, waren durch eine Trennwand mit breiter, runder Öffnung geteilt. Dort lebte früher D’Annunzio. Die ursprüngliche Möblierung ging verloren, nachdem die Familie dir Burg an die Gemeinde verkauft hatte (Der Schreibtisch blieb erhalten, wurde restauriert und im Ratssaal des Rathauses aufgestellt.). Die Wände der Säle sind angefüllt mit Zitaten von Dichtern der Vergangenheit, wie Goethe, Oscar Wilde oder Leonardo da Vinci; einige der Schriften stammen auch von D'Annzunzio, zusammen mit dem berühmten Dithyrambos in der Mitte.
Küchen
Die heutige Küche und die Esszimmer, wo einst die Brechmühle stand, sind der äußerste Punkt des zweiten Bereiches der Burg. Mit der Restaurierung wurden sie den Zeremonien gewidmet, jedoch ist ein historischer Holzkamin mit originalem Ofengeschirr erhalten geblieben. Wegen der Empfindlichkeit des rauchgeschwärzten Holzes des wurde er nicht restauriert.

## Die Kirche Santa Maria Maggiore

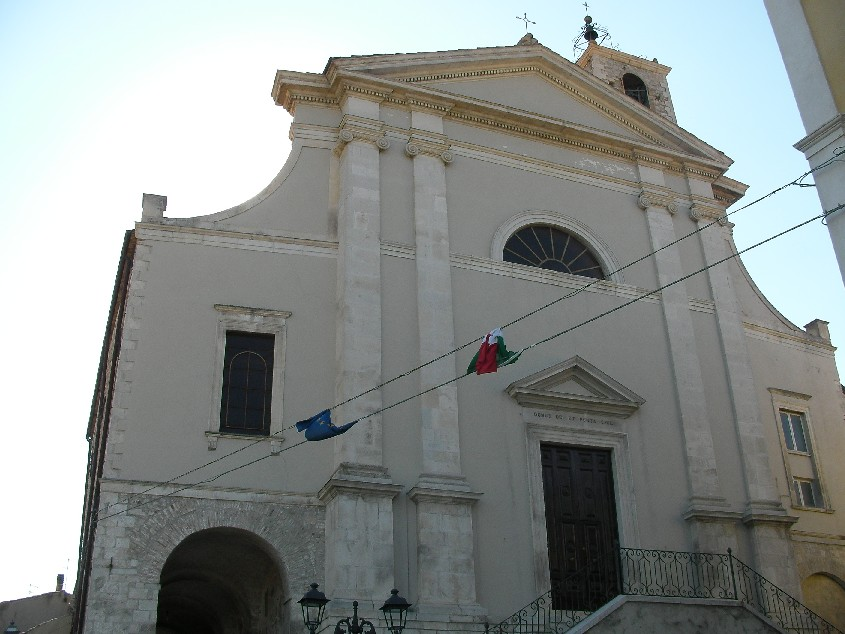
Fassade der Kirche Santa Maria Maggiore

Die Kirche ließen die Orsinis im 15. Jahrhundert als Kapelle erbauen, die direkt an die Burg angeschlossen war. Im 17. Jahrhundert wurde sie erweitert und wurde zur Pfarrkirche. Sie hat einen rechteckigen Grundriss und ist eine Hallenkirche mit einem starken Glockenturm mit rechteckigem Grundriss. Die Vorhalle, die das linke Kirchenschiff mit der Burg verbindet, besitzt Kreuzgewölbe.
Vor dem Eingang liegt eine Außentreppe. Die Fassade ist dreigeteilt; der mittlere Teil ist höher als die äußeren Teile und von diesen durch zwei Paare von Pilastern auf Fundamenten getrennt, die ihrerseits das Gebälk unterstützen, auf dem sich das Tympanon befindet. Über dem Portal sitzt ein kleineres Tympanon, über dem ein Fenster in Form einer Lünette eingebaut ist. Weitere zwei Fenster befinden sich in den beiden Seitenteilen. Die Fassade ist mit Ausnahme des unteren Teils verputzt.